# Аліраджпур (округ)
Аліраджпур - округ у штаті Мадх'я-Прадеш, Індія. Площа округу становить 318 км², а населення 728 999 осіб (станом на 2011).
За переписом 2011-го відсоток письменного населення тут виявився найнижчим у країні: 36,1%.

## Міста
- Аліраджпур
- Джобат